# Rollinger (tv-serie)
 For alternative betydninger, se Rollinger. (Se også artikler, som begynder med Rollinger)
Rollinger (originaltitel Rugrats) er en tegnefilmserie produceret af Nickelodeon og Klasky-Csupo, og udgivet i 1991.

## Karakterer
- Tommy Pickles
- Chuckie Finster
- Pil og Li
- Angelica
- Suzi

## Stemmer
- Mille Milt og Mickeys Klubbhus
- Simon Stenspil
- Stine Bjerregård
- Marlene Tabert
- Betty Glosted
- Bente Eskesen
- Susanne Breuning
- Thomas Kirk
- Amin Jensen
- Niels Anders Thorn
- Thomas Mørk
- Hudith Rothenborg

| Taleboble | Spire Denne tegneserieartikel er en spire som bør udbygges. Du er velkommen til at hjælpe Wikipedia ved at udvide den. |